# Mark Reale
Mark Reale (7. června 1955 – 25. ledna 2012) byl americký heavy metalový kytarista. Až do své smrti byl jediným stálým členem skupiny Riot, kterou v roce 1975 spoluzaložil. Příčinou jeho smrti byla Crohnova choroba.